# Revue des revues (1986)
Ne doit pas être confondu avec Jean Finot.
La Revue des revues est une publication semestrielle éditée depuis 1986 par l'association Ent'revues s'intéressant au phénomène des revues.

## Présentation
La Revue des revues propose des articles sur l'histoire des revues, de leurs animateurs (éditeurs, créateurs), du parcours d'écrivains ou d'intellectuels en revues (récemment Walter Benjamin, Jacques Demarcq), sur des périodes (Seconde Guerre mondiale), des aires géographiques (Maghreb, Scandinavie), des catégories (revues de théâtre, cinéma)...ou encore des aspects techniques (revues électroniques).
Elle propose également des chroniques sur des aspects de la vie des revues ou des témoignages, des comptes rendus de lecture d'ouvrages, de nouvelles revues...
Elle collabore étroitement avec l'Institut mémoires de l'édition contemporaine (IMEC), ce qui lui permet de proposer des dossiers historiques, concernant des revues anciennes disparues, accompagnés d'une riche iconographie originale.
Depuis quelques années, elle propose à un écrivain d'ouvrir chacun des numéros par un texte où il évoque son rapport aux revues : Pierre Bergounioux, Arno Bertina, Emmanuel Laugier, Jean-Yves Masson,Christian Doumet, Patrick Beurard Valdoye, Liliane Giraudon, Etienne Faure, Linda Lê…
Elle a rejoint la portail cairn.info pour ses plus récentes années de parution. Elle est aussi présente sur le kiosque Scopalto.